# Aretha Arrives
Albums de Aretha Franklin
I Never Loved a Man the Way I Love You
(1967) Take a Look
(1967)
Aretha Arrives est le douzième album studio de la chanteuse américaine Aretha Franklin, sorti le 4 août 1967 par Atlantic Records. Le seul single, Baby I Love You, vendu à plus d'un million d'exemplaires, est arrivé no 1 au classement R&B et no 4 au Billboard Hot 100. C'est son deuxième album sorti chez Atlantic Records. Les sessions de l'album ont été retardées en raison d'un coude d'Aretha, fracturé dans un accident lors d'un voyage dans le sud. Elle a décidé qu'elle était prête à enregistrer avant que son médecin ne se prononce. Alors qu'elle n'a pas encore la pleine mobilité, elle a assuré l'accompagnement de piano sur les chansons plus lentes et a joué avec sa main gauche seulement sur "You Are My Sunshine".

## Liste des titres
| 1.    | (I can't Get No) Satisfaction       | Mick Jagger, Keith Richards                | 2:40 |
| 2.    | You Are My Sunshine                 | Jimmie Davis, Charles Mitchell             | 4:22 |
| 3.    | Never Let Me Go                     | Joseph Scott                               | 2:54 |
| 4.    | 96 Tears                            | Rudy Martinez                              | 2:21 |
| 5.    | Prove It                            | Randy Evretts, Horace Ott                  | 3:00 |
| 6.    | Night Life                          | Willie Nelson, Walt Breeland, Paul Buskirk | 3:14 |
| 7.    | That's Life                         | Dean Kay, Kelly Gordon                     | 3:30 |
| 8.    | I Wonder                            | Cecil Gant, Raymond Leveen                 | 4:25 |
| 9.    | Ain't Nobody (Gonna Turn Me Around) | Carolyn Franklin                           | 2:38 |
| 10.   | Going Down Slow                     | James B. Oden                              | 4:33 |
| 11.   | Baby I Love You                     | Ronnie Shannon                             | 2:44 |
| 36:30 |                                     |                                            |      |

## Musiciens
- Aretha Franklin - chant, piano
- Jimmy Johnson, Joe South - guitares
- Tommy Cogbill - basse
- Roger Hawkins - batterie
- Ted Somers - vibraphone
- Spooner Oldham, Truman Thomas - piano, piano électrique, orgue
- Charles Chalmers, King Curtis - saxophone ténor
- Tony Studd - trombone basse
- Melvin Lastie - trompette
- Gene Orloff - Direction des cordes (violons, violoncelles)
- Ralph Burns - Arrangements des cordes et cuivres
- The Sweet Inspirations - chœurs sur Ain't Nobody
- Aretha, Carolyn et Irma Franklin - chœurs sur "You Are My Sunshine", "96 Tears", "That's Life" & "Baby I Love You"